# Hederskultur

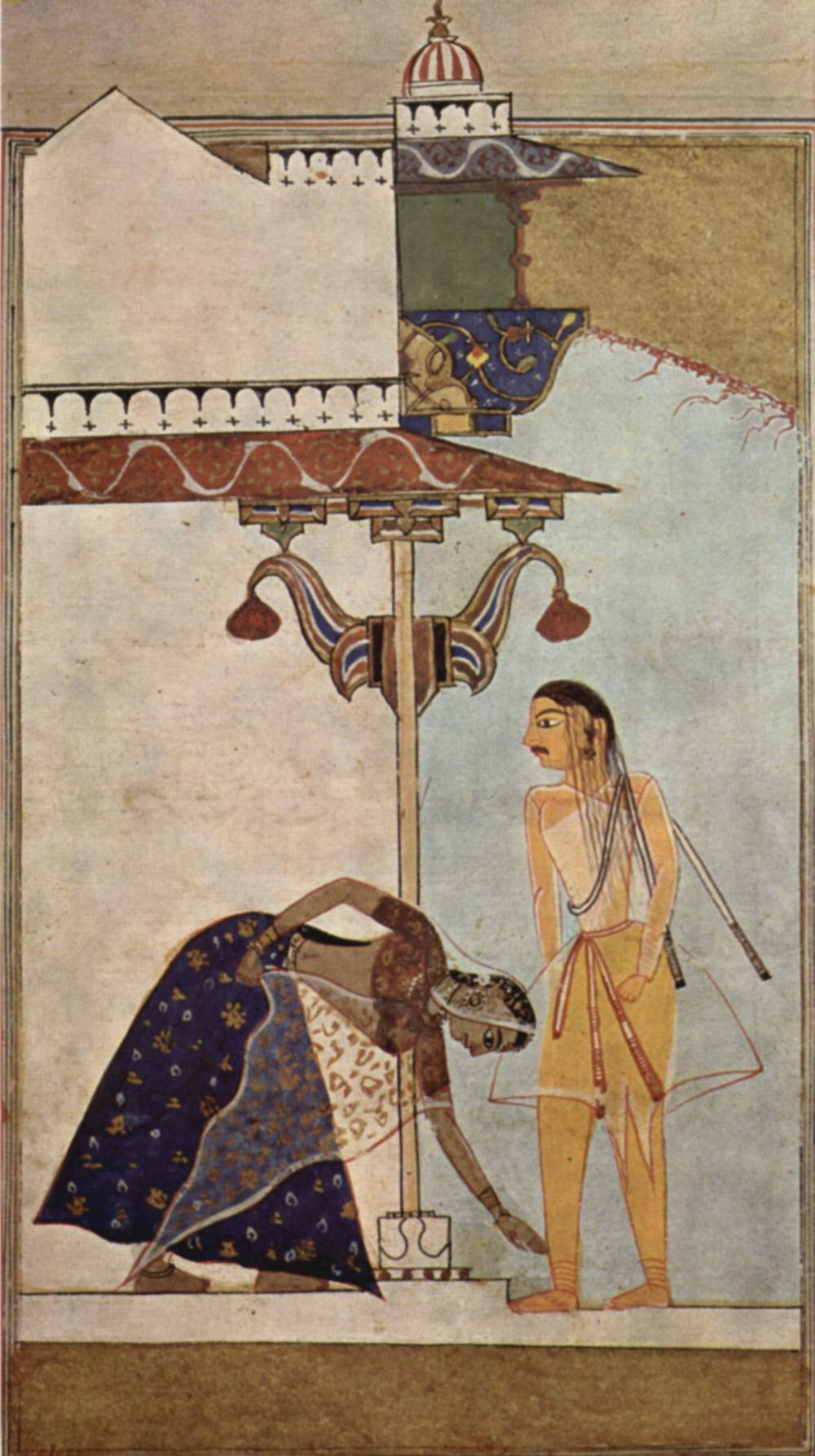
Indisk kvinna som berör foten på en man, en tradition för att visa vördnad som ingår i kulturen.

Hederskultur är ett system där heder och anseende spelar en viktig roll. Ofta är individens heder underordnad familjens, släktens och den egna gruppens heder, så att en person uppfattas vara skyldig att ta deras anseende i beaktande i sina handlingar. Ens eget och ens grupps anseende är centralt för ens sociala ställning och roll i samhället. Hedern kan betraktas som socialt kapital, viktigt i en omgivning där staten inte erbjuder ett pålitligt trygghetssystem.  Utan heder riskerar man att bli utstött och därmed förlora den rätt till respekt man haft som en hedersam person inom gruppen. En grupp kan återvinna sin heder till exempel genom att bestraffa den person som brutit mot normen eller genom att utesluta personen ur gemenskapen.
Hederskulturen innehåller en hedersnorm, som anger vad som ökar eller minskar ens heder. Heder kan vinnas eller förloras. Denna norm varierar dock mellan olika tider och platser.
Hederskulturer återfinns i hela världen men är idag vanligare bland människor från ett område som sträcker sig från Nordafrika via Mellanöstern och Centralasien till den Indiska subkontinenten. Hedersideologin är inte kopplad till någon specifik religion eller kultur och kan även förekomma i icke-religiösa sammanhang.
En svensk lag mot hedersförtryck började gälla juli 2022. 

## Bakgrund och begrepp
Hederskultur är ett sätt att skapa ordning i ett samhälle där det inte finns någon statsmakt, varken för rättsskipning eller för hjälp och stöd. Den egna gruppen är allt man kan lita till, och förhållandena mellan konkurrerande grupper regleras genom oskrivna regler utan inblandning av någon högre instans. Hederskulturen innebär inte laglöshet utan är ett omfattande etiskt system med sina egna lagar och rättsskipningsmetoder.
Inom hederskulturer uppfattas släkten som den centrala beståndsdelen i samhället i motsats till individen och hederskulturer är en form av ett gruppbaserat samhälle. Gruppbaserade samhällen återfinns i regioner med en svag statsbildning och individbaserade samhällen i regioner med starka statsbildningar. I länder som saknar en välfärdsstat är människor hänvisade till familjen för sin försörjning och omsorg. Familjer i hederskulturer är hierarkiskt uppbyggda utifrån kön och ålder där unga är underordnade äldre och kvinnor är underordnade männen.
Heder handlar både om socialt anseende, hur omvärlden värderar en person, och om den egna stoltheten och självuppfattningen. Den franske sociologen Pierre Bourdieu använder orden aktning, ära, prestige och renommé som synonymer till heder. Forskaren Rasool Awla skriver att i hederskulturer är hedersamhet en egenskap som i första hand förknippas med män. Hedern symboliserar manlighet: mod, styrka generositet, rikedomar, men också männens överlägsenhet och auktoritet gentemot kvinnorna. Oavsett kultur, religion eller etniska grupp är det, enligt Awla, följande som är avgörande för en mans hedersamhet:
- Att kunna försörja sig och sin familj.
- Att försvara sig och sina närmaste vid eventuella angrepp.
- Att stå vid sitt ord, vara generös, gästfri och rättvis.
- Att försvara sitt land.
- Att vara omutlig.

I kyskhetskulturer finns ytterligare en avgörande aspekt av begreppet heder: Uppgiften att övervaka, kontrollera och värna sina närmaste kvinnors kyskhet och sexualitet.
I ett samhälle uppbyggt på relationer mellan släkter och familjer är det mycket kostsamt för en familj att förlora sin heder. Männen i en vanhedrad  betraktas som misslyckade och tas inte på allvar. Ingen vill gifta sig med pojkar eller flickor från en vanhedrad familj eller göra affärer med familjen. Familjen utesluts ur den sociala gemenskapen och dess medlemmar blir föremål för omgivningens förakt. I extremfallet kan familjen då se sig tvungen att offra en kvinna som dragit skam över familjen för att återupprätta den samhälleliga respekten för övriga familjemedlemmar.

### Hedersförtryck och hedersrelaterat våld
Genom att hedern är gruppens angelägenhet inskränker hederskulturen de enskildas frihet. När hederskultur utövas mot personer som inte lever upp till hederskulturens värderingar kan det utgöra "hedersförtryck". I hederskulturer finns ofta ett socialt system där det utövas en sträng kontroll av ungdomars och unga vuxnas, framför allt flickors och kvinnors, sexualitet. De förtryckta får exempelvis inte ha pojkvän eller flickvän, får inte välja sina egna vänner eller fritidssysselsättningar, och får inte klä sig hur de vill. Kvinnor förväntas vara oskulder när de gifter sig och får inte själva välja vem de ska gifta sig med. I andra hederskulturer, såsom det medeltida Island, fanns inte denna kyskhetsnorm och kontroll av kvinnors sexualitet. Våldtäkter av kvinnor kunde där användas för att kränka de män som skulle svara för kvinnornas säkerhet, och de män som misslyckats skydda sina kvinnor ansågs vanhedrade i högre grad än kvinnorna.
Den som revolterar mot hedersförtrycket kan bli utsatt för hedersvåld och i extrema fall för hedersmord. Hedersrelaterat våld och förtryck kan drabba både män och kvinnor, och både kvinnor och män kan även vara förövare. Kvinnlig könsstympning är ett element inom vissa hederskulturer där ingreppet möjliggör kontroll av kvinnans sexualitet och höjer hennes sociala status inom gruppen.

### Hederskultur och religion
Det finns en utbredd missuppfattning om att hederskultur och våld i hederns namn är specifikt knutet till islam. Hederskultur förekommer även bland kristna, judar, hinduer med flera religiösa grupper (och bland icke-troende). Det innebär inte att alla utövare av dessa religioner lever med hedersnormer, och naturligtvis inte heller att alla som lever i hederskulturer är beredda att begå hedersmord. Även om religionen ofta används för att motivera och rättfärdiga hedersrelaterat förtryck så är själva hederskulturen det primära.
Bland kristna från till exempel Syrien och Irak är hederskulturen stark för att klanstrukturer hållits intakta i avsaknad av legitima demokratiska rättsstater, och för att den ortodoxa kyrkan aldrig förmått bidra till en process som motverkar hederskulturen.
Skillnaderna mellan klansamhällets rättskipningssystem och det muslimska rättssystemet sharia är bland annat att sharia har individens ansvar i fokus, alltså individuella straff, medan klansystemets hedersbaserade juridik utgår från gruppen. För den enskilde muslimen kan det dock vara så att  traditionella sedvänjor, hederskodex och levnadsregler  uppfattas som en del av islam utan att ha någon egentlig grund i Koranen.

#### Hedersmord och islam
Hedersmord förekommer mest i Mellanöstern (främst bland muslimer) samt i Nordafrika, Central- och Sydasien. I muslimska samhällen i dessa områden förekommer det i varierande grad hos både muslimer och religiösa minoriteter. I Indonesien, världens största muslimska land, tillämpas inte hedersmord och troligen inte heller bland muslimer i Bosnien eller inom rörelsen The nation of Islam i USA. Islam är inte ursprunget till kvinnoförtryck, kyskhetsideal, könssegregation och manlig dominans då hedersmord var vanliga i Mellanöstern före Islams tillkomst och religionen införlivades med den existerande patriarkala kulturen.

## Hederskultur i Nordafrika och Asien
Nordafrika och delar av Asien är de regioner där hederskulturer är starkast. Utan anspråk på representativitet presenteras nedan några exempel som finns publicerade i tillgänglig litteratur.

### Beduinkulturen i Jordanien
Enligt författaren Per Brinkemo finns den starkaste och mest brutala hederskulturen i samhällen med rötter i beduinsamhällen. Brinkemo för fram Jordanien som ett typiskt exempel, men liknande system finns också i till exempel Irak, Syrien, Palestina och Libyen. Fram till början av 1900-talet, när nationalstaten Jordanien började formeras, levde befolkningen som boskapsskötande nomader. De tillhörde olika stammar som var och en var uppdelade i flera klaner, och det fanns ingen övergripande stat som reglerade deras inbördes förhållanden och interna konflikter. För gruppens och individens överlevnad vad det nödvändigt att hålla ihop och försvara sina betesmarker och sina djur från konkurrerande grupper. Begreppet asabiyya betecknar en absolut lojalitet med den egna gruppen. Begreppet sharaf brukar översättas med heder men Brinkemo menar att det snarare handlar om socialt anseende eller rykte.  Att stå upp för sin heder är att agera för sin grupps bästa. Det gör man i en statsfrånvarande miljö genom att å ena sidan vara hård och inte vika ner sig. Å andra sidan, beroende på situation, visa värme och gästfrihet mot främlingen (något som ses som en dygd). Den som visar svaghet ger signalen att den egna gruppen är lovligt byte för andra.
Brinkemo beskriver klanen som en suverän stat i förhållande till andra suveräna stater. Konflikter mellan klaner eller mellan familjer inom samma klan löses i första hand genom förhandlingar.  Syftet är att återställa jämvikten, balansen och att läka relationen två grupper emellan, genom kompensation, och man lägger inte fokus på straff och individuell skuld. Genom att komma överens om skadestånd kan man återupprätta hedern och undvika en eskalerande konflikt med ändlösa hämndaktioner. Vid allvarligare brott som mord måste blodspengar, diya, betalas. Om de båda parterna inte lyckas komma överens i förhandlingar har den målsägande klanen rätt till blodshämnd. Det betyder att de har ”rätt” att ta mördarens liv eller dennes bror, kusin eller någon annan släkting eftersom mordet inte ses som individens handling utan gruppens. 
Kontrollen av kvinnors sexualitet är avgörande för upprätthållandet av blodslinjerna inom gruppen. Hela släkten måste vara säker på härstamningen hos de barn som föds. Mannen (maken, fadern eller brodern) förlorar sitt heder om han inte har kontroll över sina kvinnor, och därmed riskeras hela gruppens anseende. Därmed är det hela familj ansvar att "tvätta ren" en kvinna som haft en otillåten sexuella relation. Det kan ske genom att i efterhand legalisera relationen genom giftermål, även om det handlat om en våldtäkt, eller genom att  ”ta bort smutsen” från klanen genom att döda henne. I dagens Jordanien (2019) rapporteras i genomsnitt 20 till 25 hedersmord om året.
Den jordanske prinsen och psykologiprofessorn Ghazi bin Muhammed konstaterar 2019 att  ”klansamhället och dess etik lever fortfarande i Jordanien”. Alla jordanier, oavsett om de är kristna, druser eller muslimer, nomader eller bofasta, tillhör en klan. De bär med sig medvetenheten om sin klantillhörighet och kan aktivera den, inte minst i kritiska situationer.

### Pashtunwali i Afghanistan
Afghanistan var under antiken ett starkt patriarkalt samhälle, och fortsatte vara det efter Islams ankomst som skedde gradvis mellan år 663 och slutet av 800-talet. I synnerhet på landsbygden i de södra och östra delarna av landet präglas livet även idag av de normer och regler som kallas pashtunwali. Det innebär bland annat att mannen har ansvaret att försörja och skydda sina kvinnliga familjemedlemmar i syfte att försvara sin egen heder, ära och rykte. En rad vardagliga levnadsregler (purdah) håller män och kvinnor skilda åt och innebär bland annat att kvinnor inte visar sina ansikten utanför hemmet.
Ordet pashtunwali kan översättas med "pashtunernas sätt att leva". Uppförandereglerna bygger i mycket på förhållandet mellan heder och skam. Denna tradition har försvagats sedan slutet på 1800-talet när stam/klankulturen började utmanas av en framväxande centralstat, urbanisering och kommersialisering. Pashtunwali efterlevs idag inte i lika hög grad som tidigare men lever fortfarande kvar som ett ideal och rättesnöre. Liknande normer och regler finns även hos andra folkgrupper i Afghanistan.
De levnadsregler som innefattas i pashtunwali kan sammanfattas som
- Ära och rykte, där individens ära är tätt kopplad till hela familjens och klanens ära. Det är mannens uppgift att försörja och skydda sina kvinnliga familjemedlemmar i syfte att försvara sin egen och familjens heder, ära och rykte.
- Gästfrihet gentemot alla oavsett religion, nationalitet och ekonomisk status.
- Fristad för den som söker skydd i någons hus.
- Utbyte - både i betydelsen hämnd för oförrätter och i betydelsen skyldighet att tacka för eller återgälda hjälpande handlingar. I begreppet ingår också bytesäktenskap där familjer knyter band genom att gifta ihop sina barn.
- Tvistlösning genom att en kvinna eller flicka skänks bort för giftermål för att sluta fred och undvika blodshämnd. Detta ses som en av flera möjligheter att lösa en tvist genom ekonomisk kompensation.[12]

Talibanernas stränga tolkning av islam och deras hårda krav på kvinnlig avskildhet och kyskhet bygger till stor del på pashtunwali.

### Nutida hedersvåld i Pakistan
Under 2015 registrerade människorättsorganisationer nästan 1200 offer för hedersbrott, där motivet var offrens påstådda illegitima relationer eller krav på egna val vad gäller äktenskap. De allra flesta offren var kvinnor, 88 var män och ett okänt antal barn. Vanligast var att kvinnor blev dödade av sina nuvarande eller före detta makar, men det rapporteras också om bröder som dödade sina systrar. Utöver detta skadades ett stort antal kvinnor i syraattacker.

## Hederskultur i det förmoderna och tidigmoderna Europa
Det äldre nordiska samhället var en hederskultur där kränkningar av mannens ära sågs mycket allvarligt. Medeltida källor talar om självhämnd som ett sätt att bemöta kränkningar, och det kan också ha varit vanhedrande att låta offentligt kända kränkningar förbli ohämnade. I och med det svenska domstolsväsendets uppbyggnad under 1600--talet övertogs det formella ansvaret att utdela straff från den enskilde till staten. Inom adeln levde dock föreställningen om personlig upprättelse vid ärekränkning kvar in på 1700-talet, och med dagens ögon triviala motsättningar ledde ibland till dueller med dödlig utgång. Staten accepterade formellt inte duellerna, men eftersom de dömande adelsmännen och duellanterna tillhörde samma adliga stånd fanns samtidigt en förståelse för detta sätt att försvara sin heder.
I europeisk kultur har det aldrig varit normalt eller socialt accepterat att fäder dödat sina döttrar i hederns namn, även om det funnits undantag. Det har inte heller varit vanligt att en man dödade sin fru om hon varit otrogen, även om det förekommit i främst 1700-talets Spanien.
Kvinnors sexualitet som en hedersfråga var aktuellt i Sverige fram till en bit på 1900-talet. Här var det i första hand kvinnans egen heder som stod på spel, även om familjens anseende också påverkades. En flicka drog skam över sig själv genom att bli gravid utan äktenskap, och det hände att hon av den anledningen valde att ta sitt liv. Frikyrklig och inomkyrklig väckelsefromhet kunde till senare halvan av 1900-talet kräva att kvinnor bar huvudbonad i kyrkan, och att medlemmar inte ägnade sig åt världsliga nöjen som frestade till beroendeproblematik och utomäktenskapliga relationer. Graviditet utanför äktenskapet kunde leda till uteslutning ur frikyrkoförsamlingen, alternativt måste kvinnan be församlingen om ursäkt eller fick inte medverka i kören och på estraden i gudstjänster. Traditionen att döda sin egen son eller dotter för familjehederns skull har, såvitt forskningen kan se, inte förekommit i Norden.

## Nutida hederskultur i Västvärlden
Dagens västerländska debatt om hederskultur rör i hög grad de aspekter som innebär våld mot den som bryter mot normer för uppförande och sexualitet.
Vissa forskare inom genusvetenskap och inom Intersektionell teori har kritiserat begreppet hedersrelaterat våld eftersom de ansett att hedersbegreppet stigmatiserar vissa grupper. Vidare har de ifrågasatt att fenomenet utgör en särskild kategori av våld och förtryck. Det vanligaste är dock att man skiljer mellan det förtryck som grundas i hederskultur och annat patriarkalt förtryck.
Hedersmord förekommer idag i stora delar av världen, inklusive Europa och Nord- och Sydamerika. När människor som är uppvuxna i en hederskultur flyttar till länder med fungerande rättsstat och välfärdssystem uppstår konflikter mellan två olika sätt att se på familjens respektive individens fri- och rättigheter. Det finns inte längre något behov av hederskulturens konfliktlösande och trygghetsskapande aspekter, men hederskulturens krav på individens anpassning till gruppen lever ändå kvar. Per Brinkemo ser framför allt två orsaker till detta. Det ena är att normer och värderingar är sega strukturer som inte ändras snabbt. Det andra är att modern teknik främjar bibehållandet av traditionella strukturer genom täta kontakter med släkten i ursprungslandet, vilket gör det svårare att frigöra sig från hemlandets auktoriteter.
Flera europeiska länder har inrättat myndigheter som ska motarbeta hedersrelaterat våld och stötta offren. Ett exempel är det norska Kompetanseteamet mot tvangsekteskap og kjønnslemlestelse. .

### Hedersvåld och våld i nära relationer
Det finns skillnader mellan hedersrelaterat våld och det som kallas brott i nära relationer. Hedersvåld är kollektivt baserat och gärningspersonerna är flera till antalet, medan i brott i nära relationer är det vanligaste med en enskild gärningsperson. Gärningspersoner av hedersvåld visar ofta stolthet för sitt handlande och får respekt för det i gruppen, medan i våld i nära relationer ändrar gärningsmannen beteende efter våldet och känner vanligtvis ånger. Incidenter med hedersvåld är oftast planerat och förberett, men inom nära relationer sker våldet sällan med planering. Gärningsmännens närstående uppvisar ofta stora skillnader i attityder: inom hedersvåld visare närstående lojalitet med och sin uppskattning gentemot gärningspersonerna kan sträcka sig utanför släkten eller klanen. I relationsvåld fördömer närstående oftast gärningarna. Hedersvåld kännetecknas av att det ofta sker i samförstånd inom ett kollektiv av familjemedlemmar (också om själva förövaren kan vara ensam) eller att förövaren ser sig tvungen att utföra dådet på grund av yttre press, till skillnad från partnervåld som är individbaserat (enskild förövare). Den kollektiva karaktären innebär även att våldet är socialt accepterat i det sociala sammanhang det utövas t.ex. familjen eller klanen. Det skiljer hedersvåld från våld i hemmet som ogillas av både offrets och förövarens anhöriga.  En annan skillnad från övriga våldsbrott är att hedersvåld innebär en betydande risk för personer i offrets närhet, som vänner, offrets barn syskon samt organisationer som försöker hjälpa offren.

### Exempel på hedersrelaterat förtryck
Krav på unga människor att leva upp till hederskulturens krav kan innebära restriktioner i fråga om skolgång, fritidsliv och val av vänner. I andra fall kan den unge bli inlåst, tvångsförlovas, skickas på uppfostringsresa, hotas eller utsättas för våld och i värsta fall mördas eller tvingas till självmord. Danska myndigheter rapporterat om unga människor som tvingas resa till ursprungslandet för att bli tvångsgifta eller tvångsförlovade. Den som har rest till ursprungslandet kan också förhindras att resa hem till Danmark av föräldrar, äkta hälfter eller andra familjemedlemmar på grund av att personen har kränkt familjens heder. Även svenska myndigheter rapporter om motsvarande sak.
Även unga män hotas av hedersförtrycket och kan tvingas gifta sig mot sin vilja. De förväntas dessutom vakta sina systrar och kusiner och i extremfallet döda den flicka  som inte följer reglerna.  I april 2019 slog Høyesterett i Norge för första gången i en straffrättegång fast att familjeheder var huvudmotivet för ett dåd. En man började mista kontrollen över sin då 16-åriga dotter. Mannen mordhotade sin dotter och försökte pressa sin 19-årige son till att mörda henne. Mannen dömdes till fängelse i ett år och åtta månader samt att betala skadestånd till sina barn.
Hedersförtryck och hedersrelaterat våld riktas också mot HBTQ-personer, speciellt mot homosexuella män.
Även kvinnor deltar i det hedersrelaterade förtrycket, vanligtvis mot döttrar eller andra unga kvinnliga släktingar. I en svensk enkät från 2009 uppgav hälften av de unga kvinnor som var offer för hedersförtryck att de utsatts för våld av sina mödrar. .

### Sverige
Den svenska Socialstyrelsen presenterade år 2019 en kartläggning av hedersrelaterat våld och förtryck. Den visar bland annat andelen ungdomar som levde i hederskulturer. I Malmö var andelen 9–20 %, i Göteborg 8–13 % och i Stockholm 7–10 %. Den lägre siffran anger andelen som lever under hedersnormer som upprätthålls genom våldsanvändning, den högre siffran anger andelen ungdomar som begränsas i sin sexualitet. Enligt en enkätundersökningen UNG018 genomförd av TRIS (Tjejers Rätt i Samhället) i Uppsala svarade 95% av flickor med föräldrar födda i Norden att de inte har inskränkningar i valet av framtida partner jämfört med 39% av flickor med båda föräldrarna födda utanför Norden.
I Sverige har det nationella kompetensteamet inom Länsstyrelsen i Östergötlands län ett nationellt regeringsuppdrag att bland annat förebygga och motarbeta könsstympning, arrangerade äktenskap, tvångs- och barnäktenskap samt att människor olovligt förs utomlands för att giftas bort med främlingar. Bland annat driver man en rikstäckande stödtelefonlinje dit personal inom socialtjänst, skola och hälso- och sjukvård kan vända sig med frågor som rör hedersrelaterat våld.
Från den 1 juni 2022 började en ny särlagstiftning mot hedersförtryck att gälla i Sverige. Tidigare kunde upprepade hedersbrott falla under lagen om grov fridskränkning. Den nya lagen innebar en straffskärpning till lägst ett och högst sex år i fängelse. Lagen kan avse en följd av brott mot en och samma person, som misshandel, olaga tvång, ofredande, förtal eller ärekränkning, om motivet är heder. Den nya lagen kan vara tillämplig när en familjemedlem, släkting eller vän till familjen genom upprepade olagliga gärningar förbjuder exempelvis äldre tonåringar att gå på kafé, simma med skolan eller chatta med kompisar. Den kan också vara tillämplig utomlands, exempelvis vid uppfostringsresor, även om det landet har annan lagstiftning på området.

#### Hederskultur inom svensk väckelsekristendom
Inom svensk väckelsekristendom, bland annat pingströrelsen, karismatiska frikyrkor och Læstadianism, har stränga fromhetsideal länge levt kvar genom förväntan på sexuell avhållsamhet före äktenskapet för att få medverka. Under stor del av 1900-talet kunde utomäktenskapliga relationer leda till uteslutning, kvinnor som var gravida efter en utomäktenskaplig relation fick be församlingen om ursäkt och inte medverka i sångkörer under graviditeten, ungdomar begränsades från att delta i världsliga nöjen, och kvinnor förväntades bära huvudbonad i kyrkan.